# WVV Wageningen
Pour les articles homonymes, voir Wageningen (homonymie).
Maillots
Le WVV Wageningue était un club néerlandais de football basé à Wageningue. Fondé en 1911, il fait faillite en 1992.

## Histoire
Le club est fondé le 27 août 1911 sous le nom de WVV Wageningen. Le club remporte deux Coupes des Pays-Bas en 1937 et 1948, ainsi qu'un championnat des Pays-Bas de D3 en 1968 avant d'être renommé FC Wageningen le 15 juin 1978. Le club fait faillite le 30 juin 1992 et dissout son équipe professionnelle. Néanmoins, le club garde sa section amateur et reprend son nom original du WVV Lommez.

## Ancien logo

Logo du FC Wageningue

## Palmarès
- Coupe des Pays-Bas
  - Vainqueur (2) : 1939 et 1948

- Championnat des Pays-Bas de D3
  - Champion (1) : 1968